# Agrotis laysanensis
Agrotis laysanensis (englische Trivialnamen: Miller Moth, Miller, Laysan Noctuid Moth) ist ein ausgestorbener Schmetterling (Nachtfalter) aus der Familie der Eulenfalter (Noctuidae). Er war auf der Hawaii-Insel Laysan endemisch. Der englische Trivialname Millerbird des ebenfalls ausgestorbenen Laysan-Rohrsängers (Acrocephalus familiaris familiaris) leitet sich von dieser Falterart ab.

## Merkmale
Die Flügelspannweite der Falter betrug bei den Weibchen 42 Millimeter und bei den Männchen 36 Millimeter. Die Weibchen hatten gewöhnlich eine dunklere Färbung als die Männchen. Kopf und Patagia (paarige Struktur auf dem Pronotum, die die Basis der Vorderflügel bedeckt) waren holzbraun, der Thorax mehr grau und das Abdomen weißlich lederfarben. Die Vorderflügeloberseite war creme-lederfarben und hatte eine schwarzbraune bzw. graue Zeichnung. Das Wurzelfeld war weißlich. An der Costalader, am Innenrand und zwischen den beiden Rändern war eine unregelmäßige Reihe aus drei mehr oder weniger gebogenen Zeichnungselementen zu erkennen. Die Flügelmitte zeigte einen unregelmäßigen schwarzen länglichen Diskalfleck, der zu den Flügeladern hin von einer schwarzen, nahe den Zellspitzen tief einwärts gebogenen Haarlinie begrenzt war. Bei manchen Exemplaren verlief der Fleck bis zur Flügelbasis. Die äußere Querlinie war schwarz. Sie verlief schräg, war gezackt und grauweiß gerandet. Die kaum gebogene, weißlich ederfarbene, distal etwas dunkler gerandete Wellenlinie war jeweils an den Kreuzungspunkten mit den Flügeladern etwas einwärts gebogen. Der Bereich des Saumfeldes zwischen äußerer Querlinie und Saumlinie war etwas dunkler als der Außenrand. Die Hinterflügel waren hell holzbraun und hatten einen weißlich lederfarbenen Außensaum. Die Unterseite der Vorderflügel war weißlich creme-lederfarben. Ein schwaches Band verlief unterhalb der Mitte quer über beide Flügel.

## Geographische Verbreitung, Lebensraum und Lebensweise
Die Art kam nur auf der Insel Laysan (Nordwestliche Hawaii-Inseln, USA) vor. Die Insel hat subtropisches Klima. Falter und Raupen waren wahrscheinlich die Hauptnahrung für den ebenfalls ausgestorbenen Laysan-Rohrsänger (Acrocephalus familiaris familiaris).

## Aussterben
1903 setzten Guanosammler Wildkaninchen auf Laysan aus. Diese zerstörten innerhalb von wenigen Jahren einen Großteil der Vegetation. Mit dem Verlust der Wirts- und Nahrungspflanzen wurde das Aussterben dieser Schmetterlingsart besiegelt. Der letzte Nachweis der Art stammt aus dem Jahr 1911. 1986 wurde Agrotis laysanensis in die Rote Liste der IUCN und 1989 in die Liste der ausgestorbenen Insekten des United States Fish and Wildlife Service aufgenommen.